# Stefan Jan Czarnecki

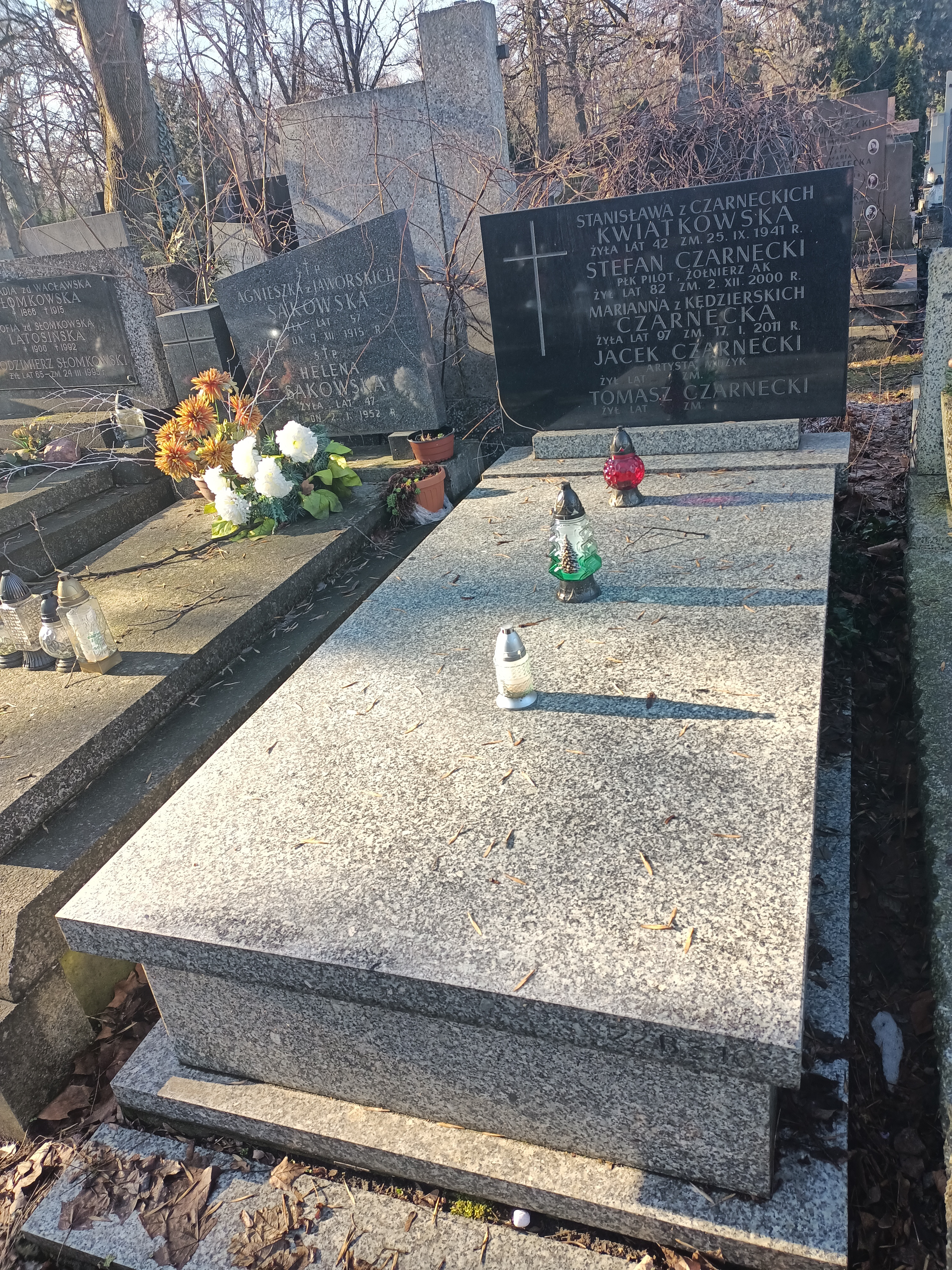
Grób Płk Stefana Czarneckiego na Cmentarzu Bródnowskim w Warszawie

Stefan Jan Czarnecki (ur. 29 sierpnia 1918 w Warszawie, zm. 2 grudnia 2000 tamże) – pułkownik pilot Sił Zbrojnych Polskiej Rzeczypospolitej Ludowej, dowódca 52 pułku szkolnego w Radzyniu Podlaskim (1959–1963) oraz 47 pułku lotnictwa łącznikowo - sanitarnego w Modlinie (1963–1970).

## Życiorys
Przed wojną ukończył w Warszawie szkołę powszechną oraz prywatne gimnazjum męskie. W 1938 rozpoczął naukę w Szkole Podchorążych Rezerwy Lotnictwa w Sadkowie. Podczas II wojny światowej walczył w ruchu oporu, był łącznikiem i wywiadowcą Związku Walki Zbrojnej (1941–1943), dowódcą drużyny w Armii Krajowej (luty 1943 – sierpień 1944) i szeregowym w Batalionach Chłopskich (1944–1945). Brał udział w powstaniu warszawskim. Po wojnie podjął studia na Uniwersytecie Jagiellońskim w Krakowie, jednak przerwał je i we wrześniu 1945 roku rozpoczął szkolenie pilotażowe w 1 samodzielnym szkolno-treningowym pułku lotniczym. W grudniu 1945 kontynuował szkolenie w 2 mieszanym pułku lotniczym, gdzie od stycznia 1947 roku był dowódcą klucza lotniczego. W marcu 1947 przeniesiony do 36 specjalnego pułku lotniczego w Warszawie, gdzie był pilotem eskadry łącznikowej, pilotem eskadry transportowej, a od października 1948 dowódcą samolotu. W 36 pułku służył do grudnia 1948. Następnie rozpoczął służbę w Oficerskiej Szkole Lotniczej w Dęblinie, gdzie był kolejno pilotem-instruktorem, dowódcą klucza lotniczego w 2 eskadrze szkolnej, zastępcą dowódcy eskadry szkolnej do spraw wyszkolenia (1955–1957), dowódcą eskadry szkolenia podstawowego (1957–1959). Od sierpnia 1959 do lutego 1963 dowódca 52 pułku szkolnego w Radzyniu Podlaskim, a od lutego 1963 do lipca 1970 dowódca 47 pułku lotnictwa łącznikowo-sanitarnego w Modlinie.
Od 1970 roku był zastępcą kierownika zespołu badań metodyki nauczania w Oddziale Szkolenia w Wyższej Oficerskiej Szkole Lotniczej w Dęblinie. Zawodową służbę wojskową zakończył 3 lipca 1973 roku.
Pilot wojskowy pierwszej klasy z nalotem ogólnym ponad 4000 godzin. Latał na 12 typach samolotów i 3 typach śmigłowców. Pochowany na cmentarzu Bródnowskim w Warszawie (kwatera 22B-3-10).

## Odznaczenia
- Krzyż Kawalerski Orderu Odrodzenia Polski (1963)
- Srebrny Krzyż Zasługi (1957)
- Złoty Medal „Siły Zbrojne w Służbie Ojczyzny”
- Srebrny Medal „Siły Zbrojne w Służbie Ojczyzny”
- Brązowy Medal „Siły Zbrojne w Służbie Ojczyzny”
- inne medale i odznaczenia

## Źródła
- Józef Zieliński: Dowódcy pułków lotnictwa polskiego 1921-2012. Warszawa: Bellona, 2015, s. 80. ISBN 978-83-11-13990-9. OCLC 924867180.